# Jacó Batista Uliano
Jacó João Batista Uliano (em italiano:  Jacob João Baptista Uliana; Treviso, 7 de janeiro de 1873 — Braço do Norte, 6 de julho de 1964) foi um empresário e político brasileiro nascido na Itália.

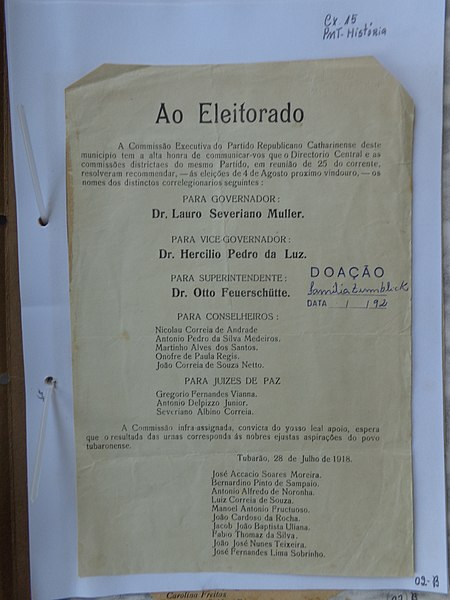
Panfleto da candidatura de Otto Feuerschuette a superintendente (prefeito) de Tubarão, Santa Catarina, 1918. Depositado no Arquivo Público e Histórico Amadio Vettoretti. Jacob João Baptista Uliana foi membro oficial da comissão de candidatura

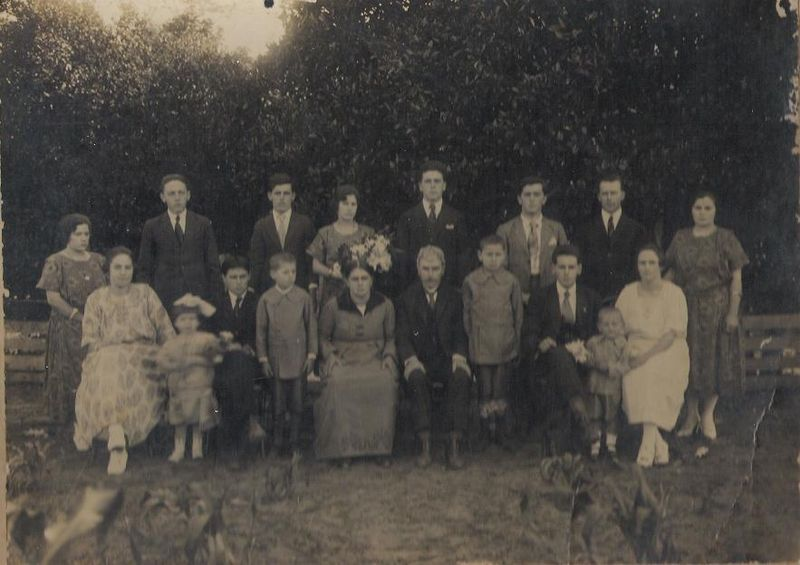
Jacó Batista Uliano e família, junho de 1925. De pé, da esquerda para a direita: Maria de Sousa Uliano Witthinrich e seu marido Ricardo Witthinrich, Durval Uliano, Cecília Uliano, Vergílio João Batista Uliano, Álvaro Uliano, Fernando Kindermann e sua esposa Áurea Ana Uliano Kindermann. Sentados: Leopoldina Witthinrich Uliano e seu esposo João Jacó Uliano, com a filha Laura Uliano entre eles, Euclides Uliano, Maria Francisca de Sousa Uliano, Jacó João Batista Uliano, Eugênio Uliano, Francisco Uliano e sua esposa Adília Speck, com o filho Divo Uliano entre eles. Foto pertencente à família de Áurea Ana Uliano Kindermann, identificação das pessoas por Maria Witthinrich (em 2010), filha de Maria de Sousa Uliano Witthinrich e Ricardo Witthinrich.

## Vida
Filho de João Batista Uliano e de Maria Casagrande Uliano. Casou com Maria Francisca de Sousa Uliano (22 de outubro de 1873 — Braço do Norte, 8 de junho de 1947), filha de Francisco de Oliveira Sousa.
Jacob Batista Uliano desembarcou com sua família no Brasil em 1878. Seu pai João Batista Uliano foi, entre outras coisas, o fundador do reduto italiano de Santa Augusta, no bairro Santa Augusta, em Braço do Norte. Jacob estudou em colégio de padres no Rio de Janeiro e em Minas Gerais, onde completou o curso de filosofia e estudou também noções básicas de contabilidade e administração. Em 1891 estabeleceu-se em Blumenau, onde foi secretário da prefeitura até 1893, e escrivão da paz até 1894. Em um caso histórico envolvendo Hercílio Luz em Blumenau consta como testemunha em um documento de fevereiro de 1893.
Retornou a Braço do Norte em 1895, sendo logo depois nomeado Escrivão de Paz, cargo que exerceu até 1897. Em seguida administrou os serviços de agropecuária na região e logo foi convidado para exercer as funções de gerente comercial da firma Manoel Pinho & Filhos, em sua filial de Braço do Norte. Nesta fábrica de banha permaneceu até a liquidação da mesma. 
Em 1922 foi nomeado Intendente Municipal e no mesmo ano foi eleito e empossado, no então Distrito de Collaçópolis, como Juiz de Paz.
Em 1930 exerceu o cargo de sub-delegado de polícia. Em 1932 foi nomeado pelo interventor interino do Estado de Santa Catarina Cândido de Oliveira Ramos Chefe Escolar para o distrito de Braço do Norte. Em 1934 foi nomeado Juiz Eleitoral da Câmara de Tubarão, presidente da mesa eleitoral receptora, que funcionava no prédio do Grupo Escolar Dom Joaquim. Em 1946 doou o terreno para construção do Hospital Santa Terezinha, em Braço do Norte, na rua que hoje leva seu nome.
Foi casado com Maria Francisca de Souza, tendo tido dez filhos: João, Francisco, Álvaro, Durval, Cecília, Maria, Vergílio, Áurea, Eugênio e Euclides.
Morreu em 6 de julho de 1964, com 91 anos de idade.
Foi dos homens mais marcantes de sua época na localidade, elo de ligação entre os pioneiros e a atual geração.

## Família
Jacob Batista Uliano primou por apelidar seus filhos, alcunha pela qual são mais conhecidos.
1. João Jacó Uliano, mais conhecido como Janguinho (Braço do Norte, 24 de julho de 1896 — Braço do Norte, 21 de janeiro de 1960), casou com Leopoldina Witthinrich (16 de agosto de 1902 — 25 de janeiro de 1999). Faleceu em consequência de choque elétrico. Sepultados no Cemitério Municipal de Braço do Norte
2. Francisco Batista Uliano, mais conhecido como Quinho. Sepultado no Cemitério Municipal de Braço do Norte
3. Álvaro Uliano, mais conhecido como Vico. Sepultado no Cemitério Municipal de Braço do Norte
4. Cecília Uliano, mais conhecida como Anita (Braço do Norte, 9 de dezembro de 1901 — Lages, 22 de maio de 1989), casou com Luciano Inácio Pereira (27 de janeiro de 1902 — 25 de agosto de 1979). Sepultados em Lages
5. Durval Uliano, mais conhecido como Valico (Braço do Norte, 26 de maio de 1902 — 26 de maio de 1967), casou com Laura Medeiros Uliano (28 de outubro de 1906 — 29 de janeiro de 1994). Sepultados no Cemitério Municipal de Braço do Norte
6. Maria de Sousa Uliano, mais conhecida como Cotinha, casou com Ricardo Witthinrich. Sepultados no Cemitério Municipal de Braço do Norte
7. Vergílio Jacob Batista Uliano, mais conhecido como Beta[nota 2] (Braço do Norte, 10 de janeiro de 1905 — Braço do Norte, 10 de junho de 1985), casou com Marta Westphal (Orleans, 10 de julho de 1906 — Braço do Norte, 22 de fevereiro de 1995). Sepultados no Cemitério Municipal de Braço do Norte
8. Áurea Ana Uliano, mais conhecida como Negra (Braço do Norte, 16 de dezembro de 1908 — Braço do Norte, 19 de agosto de 2007), casou com Fernando Kindermann. Sepultados no Cemitério Municipal de Braço do Norte
9. Eugênio Uliano, mais conhecido como Eti (Braço do Norte, 10 de junho de 1914 — Braço do Norte, 4 de outubro de 1985), casou com Clotilde Locks (Braço do Norte, 27 de setembro de 1917 — Braço do Norte, 15 de dezembro de 2004), filha de Bernardo Francisco Locks. Sepultados no Cemitério Municipal de Braço do Norte
10. Euclides Uliano, nascido Euclides Batista Uliano, mais conhecido com Quido (Braço do Norte, 16 de setembro de 1915 — Braço do Norte, 1 de junho de 2002), casou com Otília Becker (Braço do Norte, 1 de março de 1917 — Braço do Norte, 6 de maio de 2004). Sepultados no Cemitério Municipal de Braço do Norte

Os "sete irmãos Uliano" são citados em uma entrevista de João Leonir Dall'Alba de 1980.

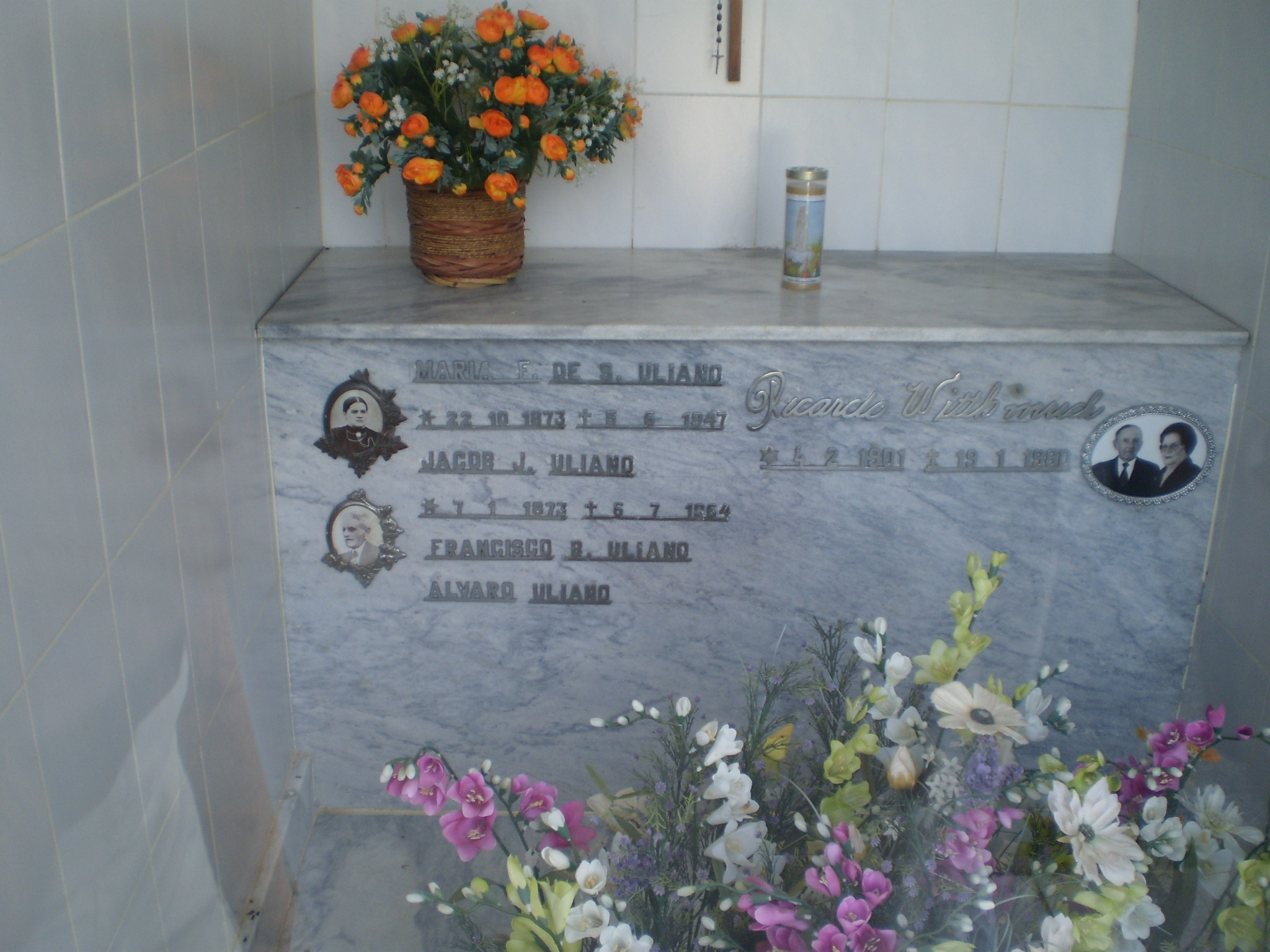
Sepultura, Cemitério Municipal de Braço do Norte

## Carreira
Estabeleceu-se em Braço do Norte em 1895. Foi gerente comercial da firma Manuel Pinho e Filhos, dedicada à produção de banha.
Foi intendente distrital de Braço do Norte em 1922. Foi vereador em Tubarão, representante do distrito de Braço do Norte, em 1930.

### Diploma Municipal 1922
Aos doze dias do mês de Dezembro de mil novecentos e vinte e dois, nesta cidade de Tubarão, às onze horas da manhã, na sala das sessões do Conselho Municipal, perante o Juiz de Direito, Presidente da Junta Eleitoral, Dr. Joaquim Luiz Guedes Pinto, commigo Tabellião da comarca, servindo de Secretário, os Conselheiros Municipaes, Cidadãos Simeão Esmeraldino de Menezes, Manoel Teixeira Nunes, Patrício Antunes Teixeira, e ainda os supplentes de Conselheiros, Cidadãos Nicoláu Corrêa de Andrade, João Corrêa de Souza Netto, Onofre de Paula Regis e Antonio Pedro da Silva Medeiros, tendo faltado com causa justificada o Cidadão Luiz Antonio da Rosa. Em seguida o Presidente declarou que a presente reunião tinha por fim exclusivo proceder-se a apuração das Eleições Municipaes de Tubarão, para os cargos de Superintendente, Conselheiros Municipaes e Juizes de Paz, na fórma da Lei. O Presidente apresentou á Junta as authenticas que recebeu das mesas eleitoraes, em número de oito, as quaes foram lidas pelo Conselheiro Patrício Antunes Teixeira e verificadas por todos os membros da Junta, e, á medida que se procedia a leitura das mencionadas authenticas, o Supplente de Conselheiro Nicoláu Corrêa de Andrade, tomava nota da votação. Verificou-se o seguinte resultado: Para Superintendente Municipal, Dr. Otto Frederico Feuerschütte, (...) Para Juizes de Paz do districto de Collaçopolis, antigo Braço do Norte, verificou-se o resultado seguinte: Jacob João Baptista Uliano, com duzentos e trinta e um votos, Henrique Felippe, com duzentos e vinte e dois votos, Pedro Speck, com duzentos e quatorze votos, Joaquim de Oliveira e Souza, com duzentos e oito votos, Elyseu Nazario Corrêa, com duzentos e tres votos e Antonio Niehus, com duzentos votos. (...)

### Diploma Municipal 1926
Acta da Sessão extraordinaria do Conselho Municipal, funccionando como Junta Apuradora das eleições Municipaes de Tubarão, para os cargos de Superintendente, Conselheiros Municipaes e Juizes de Paz
Aos sete dias do mês de Dezembro de mil novecentos e vinte e seis, nesta cidade de Tubarão, ás onze horas da manhã, na sala das sessões do Conselho Municipal, perante o Presidente do Conselho e Presidente da junta eleitoral, Major Simeão Esmeraldino de Menezes, commigo Henrique Coelho de Sá, Secretário do Governo Municipal de Tubarão servindo como Secretário da Junta e aos Conselheiros Municipaes effectivos, Severiano Albino Corrêa, Pedro Magalhães Castro, Raymundo Tonon, o sr. Presidente declarou que a presente reunião tinha por fim exclusivo proceder-se a apuração das eleições Municipaes de Tubarão para os cargos de Superintendente, Conselheiros Municipaes e Juizes de Paz, na fórma da Lei. O sr. Presidente apresentou á Junta as authenticas que recebeu das mesas eleitoraes em número de nove as quaes foram por mim, secretário, lidas e verificadas por todos os membros da junta e, á medida que se procedia a leitura das mencionadas authenticas o sr. Conselheiro Municipal, Pedro Magalhães Castro tomava nota da votação. Verificou-se o resultado seguinte: Para Superintendente Municipal: Doutor Otto Frederico Feuerschuette, com dois mil e vinte e dois votos. (...) Para Juizes de Paz – Districto Collaçopolis (antigo Braço do Norte): Jacob João Baptista Uliano com tresentos e cincoenta e trez votos; João Eloy Schmidt, com tresentos e cincoenta e tres votos; Fernando Nicolau Cardoso, com tresentos e concoenta e tres votos; Ricardo Withenrick, com cento e cincoenta e dois votos; Antonio Nogueira da Silva, com cento e quarenta e oito votos; Francisco Oliveira e Souza, com cento e quarenta e sete votos. (...)